# Paul Brickman
Pour les articles homonymes, voir Brickman.
Paul Brickman est un réalisateur américain né le 23 avril 1949 à Chicago (Illinois, États-Unis).

## Filmographie
- 1983 : Risky Business avec Tom Cruise, Rebecca De Mornay et Joe Pantoliano
- 1986 : Justice privée (Instant Justice) de Denis Amar
- 1990 : Les Hommes de ma vie (Men Don't Leave) avec Jessica Lange, Joan Cusack et Kathy Bates